# Poćkuny
Poćkuny – wieś w Polsce położona w województwie podlaskim, w powiecie sejneńskim, w gminie Sejny.  Leży przy drodze krajowej nr 16.
W latach 1975–1998 miejscowość administracyjnie należała do województwa suwalskiego.